# Всього кілька слів на честь пана де Мольєра
«Лише кілька слів на честь пана де Мольєра» — радянський телефільм-спектакль Анатолія Ефроса, поставлений в 1973 році на Центральному телебаченні (Головна редакція літературно-драматичних програм) за п'єсою Михайла Булгакова «Кабала святош» і комедії Ж. Б. Мольєра «Дон Жуан»

## Сюжет
У виставі Ефроса епізоди з життя Мольєра чергуються зі сценами з його п'єси, розкриваючи трагічну картину протистояння великого драматурга і влади.

## У ролях
- Лев Круглий —  Шарль Варле де Лагранж, актор на прізвисько «Регістр»
- Юрій Любимов —  Жан Батист Поклен де Мольєр / Сганарель
- Олександр Ширвіндт —  Дон Жуан
- Ірина Кириченко —  Мадлен Бежар, актриса
- Ольга Яковлєва —  Арманда Бежар де Мольєр, актриса, дочка Мадлен
- Леонід Бронєвой —  Людовик Великий, король Франції
- Валентин Гафт —  Маркіз д'Орсіньї
- Лев Дуров —  Жан-Жак Бутон, гасить свічки, слуга Мольєра
- Віра Майорова-Земська —  Матюріна
- Леонід Каневський —  П'єро
- Антоніна Дмитрієва — епізод
- Григорій Лямпе —  пан Діманш, торговець
- Аркадій Пєсєльов —  Муаррон
- Леонід Платонов — епізод
- Н. Никонова — епізод
- Матвій Нейман —  Шаррон, архієпископ Паризький
- Віктор Васильєв — епізод
- Юрій Багінян —  Брат Вірність, член Кабали Священного писання  (немає в титрах)
- Сергій Смирнов —  Брат Сила, член Кабали Священного писання  — епізод (немає в титрах)
- Тигран Давидов — епізод (немає в титрах)

## Знімальна група
- Режисер: Анатолій Ефрос
- Оператор: Володимир Полухін